# Alejandro Rejon
Wilberth Alejandro Rejon Huchin (* 18. května 1997) je mexický básník, kulturní manažer, novinář, režisér a zakladatel mezinárodního festivalu poezie v Tecohu ve státě Yucatán. Jeho díla byla přeložena do arabštiny, italštiny a rumunštiny.

## Ocenění
- Významný návštěvník z města Toluca, Mexiko, 2018.[6]
- Mezinárodní cena poezie Harold Von Ior, 2019.[7]
- Mezinárodní uznání kulturních zásluh, H. Ayuntamiento de Tecoh, Mexiko, 2020.[8]
- Uznání jeho práce při tvorbě mezinárodních projektů ve prospěch umělecké, literární a kulturní komunity, Sekretariát občanské bezpečnosti, vláda Tlaxcala, 2020.[9]
- Mezinárodní medaile kultury a umění "Kermith Garrido González".[10]

## Dílo
- Transcurso de un retrato cortado, Buenos Aires Poetry, Argentina 2019.
- El agua rota de los sueños, Primigenios, USA, 2020.
- Relámpago de sed, Andesgraund, Chile, 2020.[11]
- Fragmentos de sueño, Camelot ediciones, Chile, 2020.[12]